# Eva Kotthaus
Eva Anna Kotthaus (* 19. Mai 1932 in Düsseldorf; † 22. April 2020) war eine deutsche Film- und Bühnenschauspielerin.

## Leben
Kotthaus absolvierte nach der Oberrealschule von 1951 bis 1953 ihre Schauspielausbildung an der Otto-Falckenberg-Schule in München. Ihr erstes Engagement erhielt sie 1954 am Landestheater Württemberg-Hohenzollern Tübingen. Sie arbeitete anschließend als Darstellerin an diversen Bühnen, besonders am Deutschen Theater in Berlin. 1959/60 gehörte sie zum Ensemble des Bayerischen Staatsschauspiels und 1961 bis 1964 der Städtischen Bühnen Frankfurt/Main. Gastspiele und Tourneen führten sie als freischaffende Schauspielerin an viele andere Bühnen.
Neben zahlreichen Theateraufführungen wirkte sie auch vermehrt in Filmproduktionen mit. Ihr Filmdebüt gab sie 1954 in der DEFA-Literaturverfilmung Kein Hüsung unter der Regie von Artur Pohl, wo sie an der Seite ihres späteren Ehemanns Rudolf H. Krieg die weibliche Hauptrolle der Magd Mariken Brandt spielte.
Sie erhielt 1956 das Filmband in Silber als beste Nachwuchsschauspielerin für ihre Rolle als Anna Kaminski in Himmel ohne Sterne. Weitere Film- und Fernsehtätigkeiten für die ostdeutsche DEFA folgten, ehe sie ab 1957 nur noch in westdeutschen Produktionen zu sehen war. Ihre ersten Fernsehauftritte im Westen hatte sie in Das heiße Herz mit Hanns Lothar und Benno Sterzenbach sowie in Wolfgang Borcherts Drama Draußen vor der Tür mit Paul Edwin Roth und Malte Jaeger.

## Filmografie
- 1954: Kein Hüsung
- 1955: Der Teufel vom Mühlenberg
- 1955: Himmel ohne Sterne
- 1956: Liebe
- 1957: Das heiße Herz (Fernsehfilm)
- 1957: Glücksritter
- 1957: Draußen vor der Tür (Fernsehfilm)
- 1957: In einem anderen Land
- 1958: Jahrgang 21
- 1959: Geschichte einer Nonne
- 1959: Ein Herz braucht Liebe
- 1960: Es geschah an der Grenze (Fernsehserie)
- 1963: Der Sittlichkeitsverbrecher
- 1965: Dr. Murkes gesammelte Nachrufe (Fernsehfilm)
- 1965: Wovon die Menschen leben (Fernsehfilm)
- 1965: Der neue Mann  (Fernsehfilm)
- 1968: Bahnwärter Thiel (Fernsehfilm)
- 1969: Die Verschwörung (Fernsehfilm)
- 1972: Anna und Totò  (Fernsehfilm)
- 1972: Jugend einer Studienrätin  (Fernsehfilm)
- 1972: Der Illegale (Fernsehdreiteiler)
- 1978–1995: Derrick (Fernsehserie, acht Folgen)
- 1979: Ein unheimliches Haus (Fernsehfilm)
- 1979: Der Alte – Die Lüge (Fernsehserie)
- 1982: Randale
- 1983: Der Tunnel  (Fernsehfilm)
- 1985: Die Schwarzwaldklinik (Fernsehserie, 2 Folgen)
- 1987: Der Alte – Die Abrechnung (Fernsehserie)
- 1988: Land der Väter, Land der Söhne
- 1991: Der Goldene Schnitt  (Fernsehfilm)
- 1991: Ein Fall für zwei – Hannas letzte Liebe (Fernsehserie)
- 1994: Anna Maria – Eine Frau geht ihren Weg  (Fernsehserie)
- 2000: Auf eigene Gefahr – Ophelias Rache (Fernsehserie)

## Theater
- 1955: Molière: George Dandin (Magd) – Regie: Achim Hübner  (Maxim-Gorki-Theater Berlin)